# Arna bipunctapex
Arna bipunctapex är en fjärilsart som beskrevs av George Francis Hampson 1891. Arna bipunctapex ingår i släktet Arna och familjen tofsspinnare. Inga underarter finns listade i Catalogue of Life.

## Bildgalleri

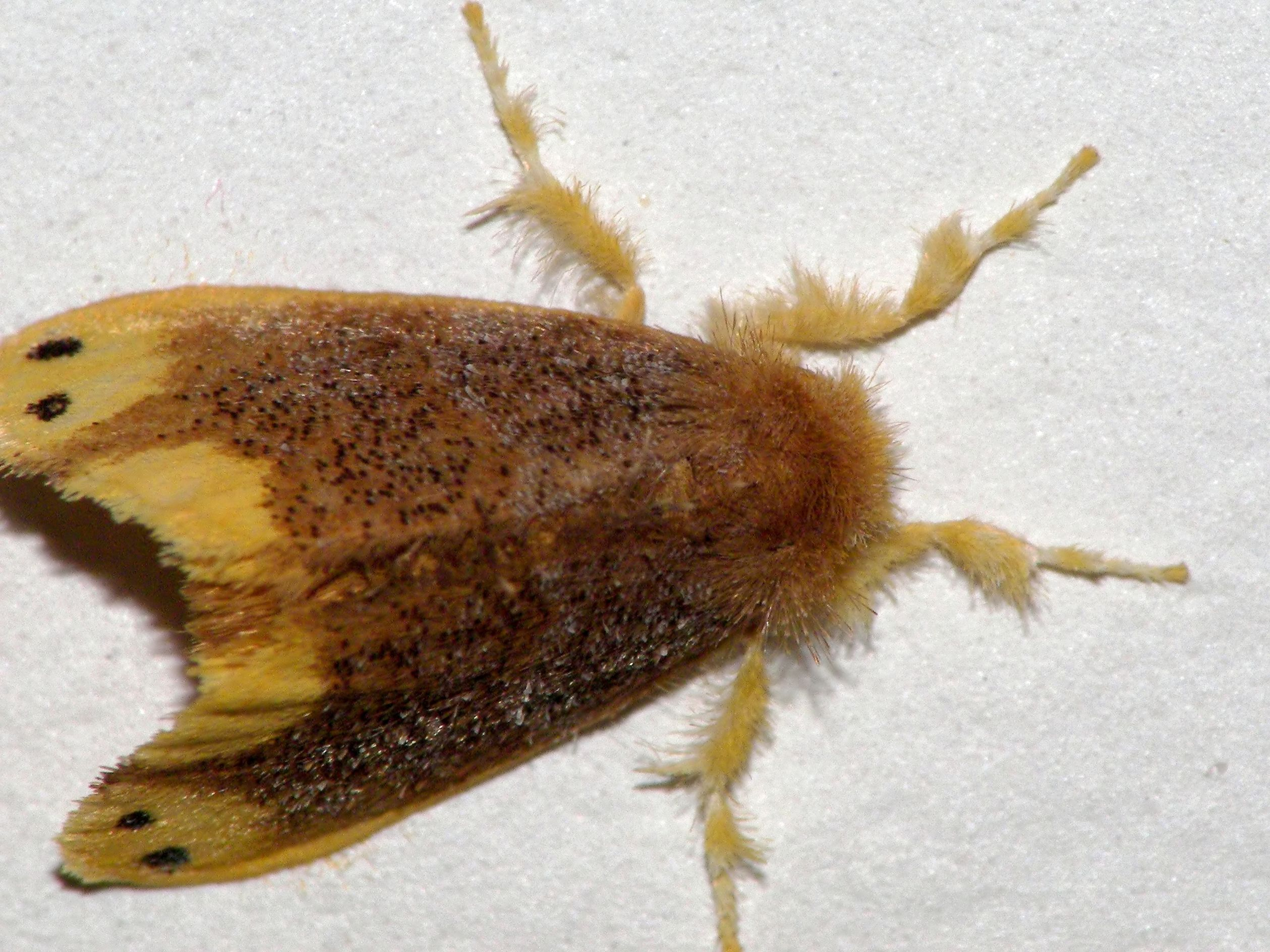